# 大分県
大分県（おおいたけん）は、日本の九州地方に位置する県。県庁所在地は大分市。
全国的に知名度が高い別府温泉や由布院温泉をはじめとする多くの温泉を有し、源泉数（4,445か所）、湧出量（279,253リットル/分）ともに日本一であり 、「日本一のおんせん県おおいた」をキャッチフレーズに温泉をアピールしている。

## 地理・地域

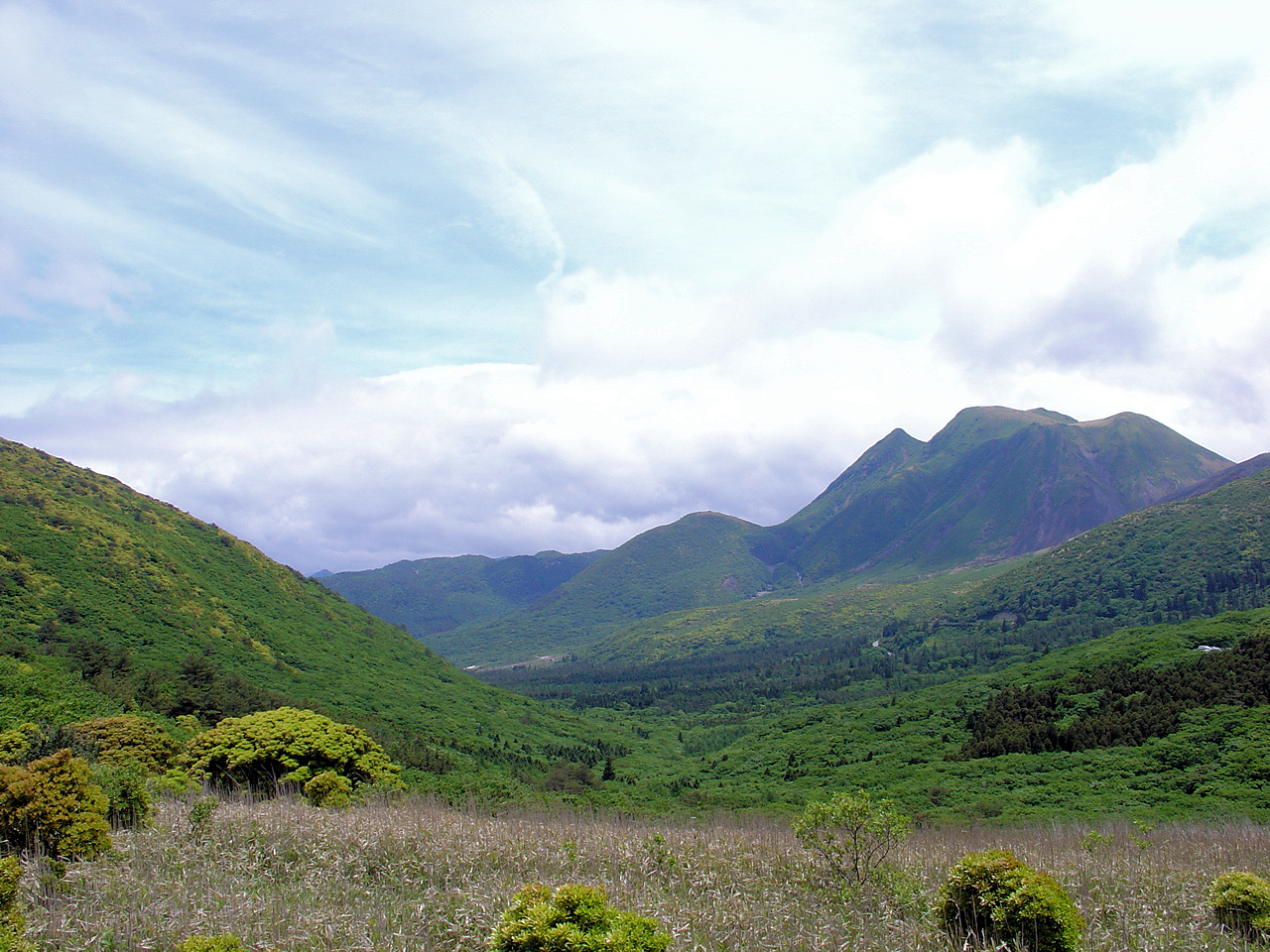
九重連山

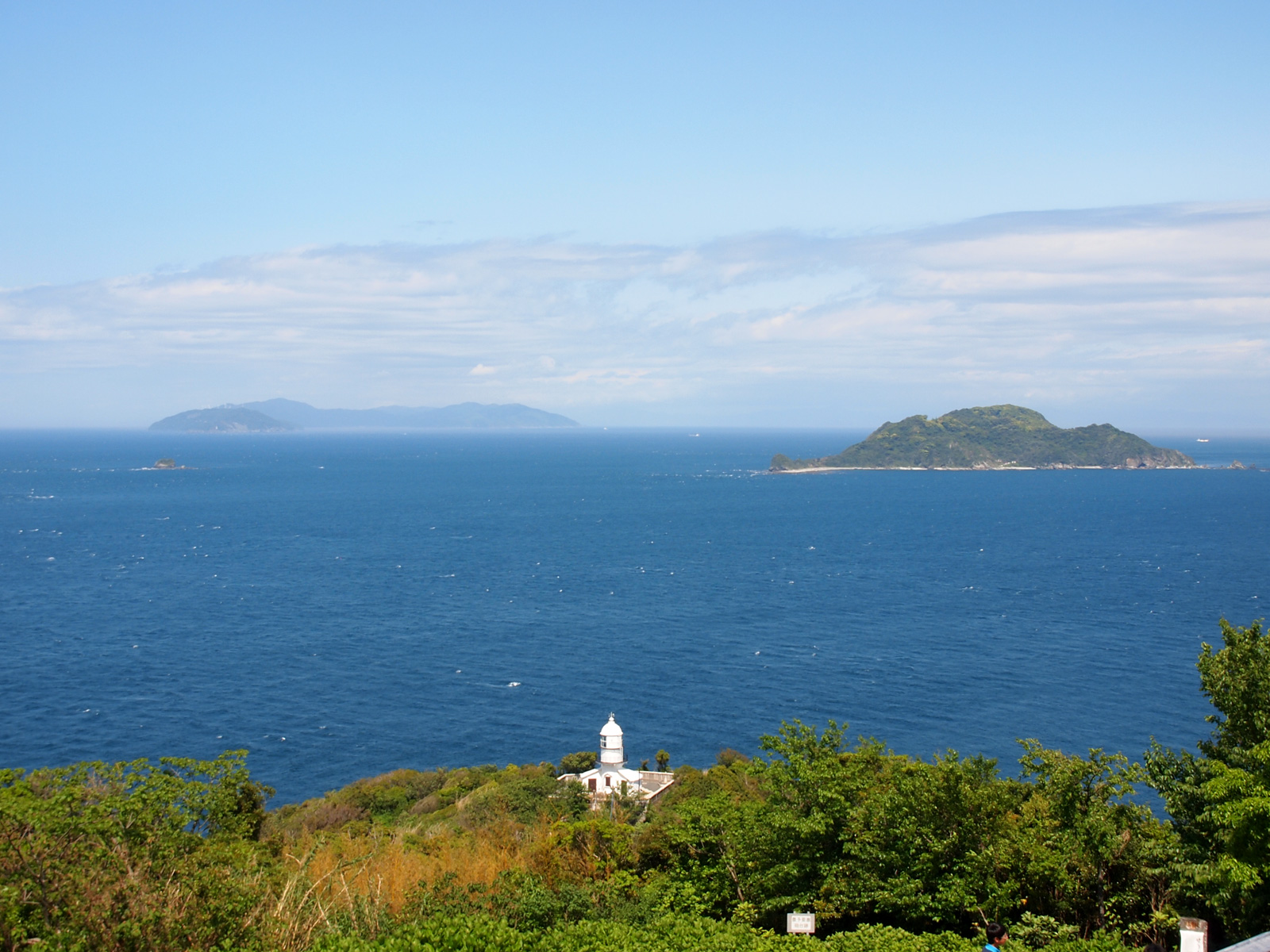
豊予海峡（画像手前が大分側の関崎、左手奥が愛媛側の佐田岬）

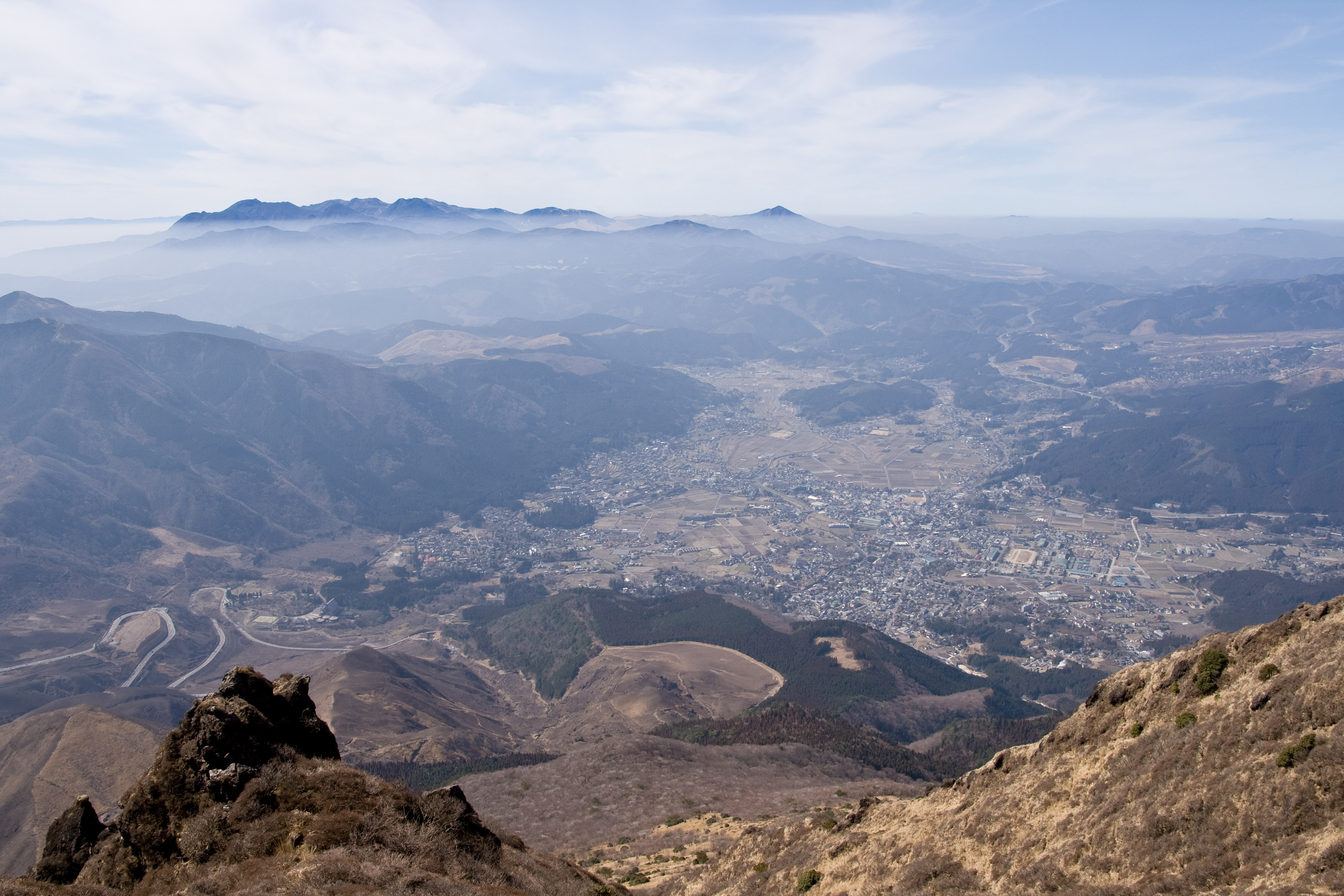
由布院盆地（画像奥の山群は九重連山）

山地の占める割合が大きく、西部には九重連山、南部には祖母山・傾山がそびえる。このうち九重連山の中岳は九州本土の最高峰である。平野部は北部の中津平野、中部の大分平野、南部の佐伯平野など限られた地域に分布している。海岸部は、北部で瀬戸内海に面する。中部では豊後水道を挟んで四国地方に接しており、その最狭部の豊予海峡の幅は10キロメートルほどである。南部の日豊海岸にはリアス式海岸が発達しており、日豊海岸国定公園に指定された景観が楽しめる。
江戸時代に編纂された『豊後国志』（1803年）は最初の総合的地誌として名高い。

### 隣接都道府県
- 福岡県、熊本県、宮崎県、※愛媛県
※は海を挟んで隣接

### 地形
- 山：大分百山のうち、記事があるものを挙げる。
  - 久住山、中岳（九州本土及び県内最高峰）、稲星山、星生山、三俣山、大船山、黒岳、涌蓋山、崩平山
  - 由布岳、鶴見岳、内山、伽藍岳、大平山、高崎山、平家山
  - 両子山、千灯岳、猪群山、田原山（鋸山）、矢筈岳
  - 八面山、英彦山、岳滅鬼山
  - 万年山、伐株山、大岩扇山、月出山岳
  - 釈迦ケ岳、御前岳、渡神岳、酒呑童子山
  - 霊山、障子岳
  - 彦岳、尺間山、元越山、龍王山
  - 祖母山、障子岳、古祖母山、傾山
  - 佩楯山、御岳山、椿山
- 平野：中津平野、宇佐平野、大分平野、臼杵平野、佐伯平野
- 盆地：安心院盆地、由布院盆地、玖珠盆地、日田盆地
- 一級河川：山国川、大分川、大野川、筑後川（三隈川・大山川）、番匠川
- 湾：守江湾、別府湾、臼杵湾、津久見湾、佐伯湾、米水津湾、元猿湾、猪串湾、名護屋湾
- 有人島：姫島、黒島、津久見島、地無垢島、保戸島、大入島、大島、屋形島、深島
- 半島：国東半島、佐賀関半島、長目半島、四浦半島、鶴見半島

### 自然公園
- 国立公園

瀬戸内海国立公園、阿蘇くじゅう国立公園
- 国定公園

耶馬日田英彦山国定公園、祖母傾国定公園、日豊海岸国定公園
- 県立自然公園

国東半島県立自然公園、豊後水道県立自然公園、神角寺芹川県立自然公園、津江山系県立自然公園、祖母傾県立自然公園

### 気候
瀬戸内海の西端に位置しており、気候区分上は瀬戸内海式気候から他の型への遷移域に当たる。
気候の区分にはいくつかの考え方がある。
気象庁では、予警報細分区域を以下の4区域に分けている。
- 北部（中津市・宇佐市・豊後高田市・国東市・姫島村） - 瀬戸内海式気候に属するが、冬季は関門海峡からの北西の季節風の影響を受け曇りの日が多い。
- 中部（杵築市・日出町・別府市・大分市・由布市・臼杵市・津久見市） - 北西部にある山地の影響で、冬季は北部や西部に比べて天気がよい。
- 西部（日田市・玖珠町・九重町・竹田市） - 内陸部に位置するため夏季は雷雨が多い。秋から初冬にかけて盆地で霧が発生する。
- 南部（豊後大野市・佐伯市） - 県内では最も温暖多雨で、夏季に大雨が降ることがある。冬季は晴天が多い。

降水量の年平均値、及び、降水日数の年変化の2つの観点から、以下の4区域に分ける考え方もある。
- 瀬戸内型(I)（中津平野、国東半島及び別府市沿岸部） - 年間降水量が1,800ミリメートル (mm)以下。冬季は曇りがちで、しばしば積雪する。夏季には旱魃が起きやすい。
- 瀬戸内型(II)（大分市、大野川中流域、臼杵市） - 年間降水量が1,800mm以下。冬季の天候は比較的よい。
- 九州山地型（県西部から北西部にかけての内陸部） - 年間降水量が1,800mm以上。山岳地域では3,000mmを超える。梅雨期に豪雨が降りやすいが、夏季の台風による雨量は比較的少ない。冬季には降水日数が多く、しばしば積雪する。
- 南海型（津久見市以南の佐伯市、豊後大野市） - 年間降水量が1,800mm以上。山岳地域では3,000mmを超える。特に夏季は多雨で、台風による大雨が降りやすい。冬季は乾燥し晴天が続く。

| 平年値 （月単位） | 平年値 （月単位） | 北部沿岸部    | 北部沿岸部    | 北部沿岸部    | 北部沿岸部  | 中部沿岸部    | 中部沿岸部    | 南部沿岸部    | 南部沿岸部    | 内陸部        | 内陸部        | 内陸部        | 内陸部        | 内陸部        | 内陸部          | 内陸部        |
| 平年値 （月単位） | 平年値 （月単位） | 中津          | 豊後高田      | 国東市 国見   | 国東市 武蔵 | 杵築          | 大分          | 佐伯          | 佐伯 蒲江     | 日田          | 玖珠          | 宇佐市 院内   | 由布市 湯布院 | 竹田          | 豊後大野市 犬飼 | 佐伯市 宇目   |
| ----------------- | ----------------- | ------------- | ------------- | ------------- | ----------- | ------------- | ------------- | ------------- | ------------- | ------------- | ------------- | ------------- | ------------- | ------------- | --------------- | ------------- |
| 平均 気温 (°C)    | 最暖月            | 26.9 （8月）  | 26.7 （8月）  | 26.5 （8月）  |             | 25.9 （8月）  | 26.8 （8月）  | 26.6 （8月）  | 26.6 （8月）  | 26.7 （8月）  | 25.2 （8月）  | 25.6 （8月）  | 24.0 （8月）  | 25.0 （8月）  | 26.0 （8月）    | 24.9 （8月）  |
| 平均 気温 (°C)    | 最寒月            | 5.3 （1月）   | 5.1 （1月）   | 5.8 （1月）   |             | 3.7 （1月）   | 6.0 （1月）   | 6.4 （1月）   | 7.3 （1月）   | 3.8 （1月）   | 2.4 （1月）   | 3.9 （1月）   | 2.1 （1月）   | 3.9 （1月）   | 4.2 （1月）     | 3.5 （1月）   |
| 降水量 (mm)       | 最多月            | 296.9 （6月） | 278.2 （6月） | 283.0 （6月） |             | 287.2 （6月） | 294.2 （6月） | 304.4 （9月） | 359.5 （6月） | 379.3 （6月） | 391.8 （6月） | 315.8 （6月） | 370.0 （6月） | 336.8 （7月） | 294.1 （7月）   | 376.8 （8月） |
| 降水量 (mm)       | 最少月            | 30.7 （12月） | 29.0 （12月） | 34.5 （12月） |             | 30.0 （12月） | 28.1 （12月） | 33.9 （12月） | 39.7 （12月） | 48.0 （12月） | 43.1 （12月） | 35.2 （12月） | 35.3 （12月） | 27.5 （12月） | 27.0 （12月）   | 31.7 （12月） |

### 自治体
大分県には、14市3郡3町1村を合わせて18市町村がある。現存するすべての町村名で、町は「まち」、村は「むら」と読む。
2005年（平成17年）から2006年（平成18年）にかけて、いわゆる「平成の大合併」により別府市、津久見市、姫島村、日出町、九重町、玖珠町を除くすべての市町村が合併し、市町村の数は2004年（平成16年）12月31日までの58から、姫島村を除く東国東郡4町が合併して国東市が発足した2006年（平成18年）3月31日時点で、18へと大幅に減少した。これは九州で最も少なく、全国でも4番目に少ない。なお、町の数（3町） および町村の数（4町村）は47都道府県で最も少ない。
以下、6つの地域振興局の管轄ごとに市町村を記述する。
中部地域
- 大分市（県庁所在地・中核市）
- 臼杵市
- 津久見市
- 由布市

東部地域
- 別府市（国際観光温泉文化都市）
- 杵築市
- 国東市
- 東国東郡
  - 姫島村
- 速見郡
  - 日出町

北部地域
- 中津市
- 豊後高田市
- 宇佐市

西部地域
- 日田市
- 玖珠郡
  - 玖珠町
  - 九重町

南部地域
- 佐伯市（九州最大の面積、九州最東端）

豊肥地域
- 竹田市
- 豊後大野市

### 消滅した郡町村
「平成の大合併」により消滅した郡町村。郡自体が消滅している場合は、郡名にリンクを付した。
- 西国東郡 大田村 - 真玉町 - 香々地町
- 東国東郡 国見町 - 国東町 - 武蔵町 - 安岐町
- 速見郡 山香町
- 大分郡 野津原町 - 挾間町 - 庄内町 - 湯布院町
- 北海部郡 佐賀関町
- 南海部郡 上浦町 - 弥生町 - 本匠村 - 宇目町 - 直川村 - 鶴見町 - 米水津村 - 蒲江町
- 大野郡 野津町 - 三重町 - 清川村 - 緒方町 - 朝地町 - 大野町 - 千歳村 - 犬飼町
- 直入郡 荻町 - 久住町 - 直入町
- 日田郡 前津江村 - 中津江村 - 上津江村 - 大山町 - 天瀬町
- 下毛郡 三光村 - 本耶馬渓町 - 耶馬溪町 - 山国町
- 宇佐郡 院内町 - 安心院町

### 地名
大分市や別府市を中心とする一部地域では住民票などに記載される大字の住所と「組」を用いた通称の住所の二種類の表記を持つ場所が存在していた。更にこの「組」を用いた住所は大まかな場所しか表示されず、複数の世帯に同じ住所が割り当てられている場合もあった。この二重住所ルールは2025年から導入される全国統一の行政サービスシステム導入の障害になることや、マイナンバーカードでの本人確認を困難にすることから、住居表示変更の手続きが進められている 。

## 歴史

### 先史時代
大野町（現豊後大野市）の代ノ払遺跡で1981年（昭和56年）に発掘されたナウマンゾウの牙などの化石が、鋭い刃物のようなもので切断されており、人と動物が遭遇したことを示していると推測された。このため、人々が住み始めたのは、3万7000年前であると考えられている。
2001年（平成13年）5月には、大分市の横尾遺跡から約6,000年前から7,000年前（縄文時代早期）の加工された角柱状の材木（長さ3.4メートル、一辺18センチメートル）が出土した。この材木は日本最古の建築部材と考えられている。

### 古代
現在の大分県の県名は、古来国府が置かれていた大分郡（おおきたのこおり）に由来し「おおいた」という読みはイ音便の一種で、「おおきた」が転訛したものである。さらに、大分郡の名の由来については『豊後国風土記』では、景行天皇がこの地を訪れた際に「広大なる哉、この郡は。よろしく碩田国（おおきたのくに）と名づくべし」と感嘆して名づけ、これが後に「大分」と書かれたとされる。しかし大分平野は広大とは言えないため、実際には狭く入り組んだ地形に多くの田が造られている様子を形容した「多き田」が転じて「大分」になったとする説が近年の定説である。
古代には県の全部と福岡県の東部は豊国と呼ばれ、7世紀末ごろに豊前国と豊後国に分けられた。律令制のもとで、豊前国及び豊後国はともに上国・遠国とされた。

### 中世
鎌倉時代に大友氏が豊後国の守護となった。室町時代にも守護に任じられた大友氏は大友氏時が九州探題斯波氏経を高崎山城に迎え助力するも南朝の勢力に押され当初は苦戦した。南北朝の統一により勢力を弱めた南朝を制し守護大名そして戦国大名へと大友氏は発展していった。
大友氏は、戦国時代の21代当主大友義鎮（宗麟）の代に最盛期を迎えた。宗麟は九州6ヶ国の守護及び九州探題に任じられ、九州の大半を支配した。また、清やポルトガルなどとの交易を盛んに行い、府内（現在の大分市）などでは南蛮文化が花開いた。キリスト教を積極的に保護し、豊後国の信者は3万人を超えたとされる。宗麟自身も晩年に洗礼を受けてキリシタン大名となった。
しかし、大友氏は1586年（天正14年）の島津氏の侵攻（豊薩合戦）などにより衰退し1593年（文禄2年）に22代当主の大友義統が改易されて、大友氏による統治は終焉を迎えた。

### 近世
江戸時代、当県にあたる地域には中津、杵築、日出、府内（大分）、臼杵、佐伯、岡（竹田）、森（玖珠）の八藩が分立するとともに、日田には九州の幕府領を管轄する西国筋郡代の代官所が置かれ、各地には肥後、延岡、島原藩の飛び領も点在した。このため、大きな都市は形成されなかったものの、代わりに各地に特色ある文化が生まれた。各藩の城下町だった地域には、現在も武家屋敷などが残っている所が多い。
享和3年（1803年）に完成した地誌『豊後国志』は国東郡、速見郡、大分郡、海部郡、大野郡、直入郡、玖珠郡、日田郡の8郡について、古代から近世までの歴史・地理を簡明に記載する。

### 近代

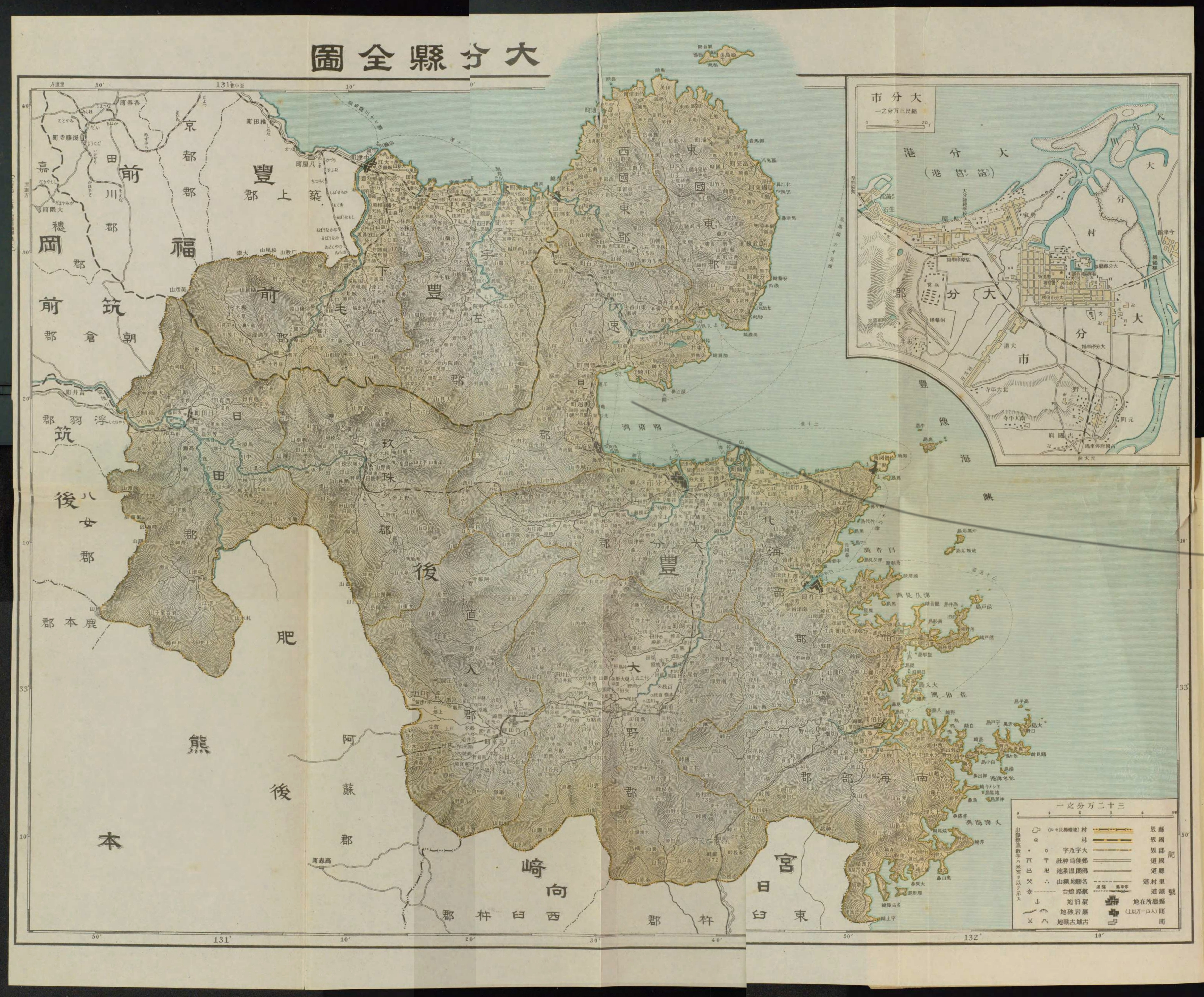
1931年には、宇佐郡、下毛郡、東国東郡、西国東郡、日田郡、玖珠郡、速見郡、大分郡、直入郡、大野郡、北海部郡、南海部郡がある。大分駅から豊後森駅まで鉄道が開通している。

- 1871年（明治4年）11月14日 (旧暦) - 旧豊後国内に置かれていた杵築県、日出県、府内県、臼杵県、日田県、森県、岡県、佐伯県の8県などを併合・成立した。
- 1872年（明治5年）1月23日 (旧暦) - 大分郡南勢家（現在の大分市都町）に県庁が設置された。
- 1873年（明治6年）1月31日 - 民衆4万人が蜂起。岡（現在の竹田市）で民家を放火したほか、翌日には臼杵城下に入り打ち壊しを行った。鎮圧のための発砲により百数人が死傷[21]。
- 1876年（明治9年）8月21日 - 宇佐、下毛両郡が福岡県より編入され、現在の県域がほぼ確定した[注釈 3]。
- 1921年（大正10年）6月7日 - 九州全域で豪雨。大分県内の被害も大きく死者約200人[23]。
- 1943年（昭和18年）9月19日 - 九州・西日本一帯に集中豪雨。県内は死者169人、行方不明者66人、家屋全壊406戸、家屋流失302戸、家屋浸水24202戸、橋梁流失74ヶ所などの被害[24]。
- 1945年（昭和20年）10月8日 - 県内で暴風雨。33人が死亡、68人が負傷。流失家屋110戸、全壊家屋2368戸などの被害[25]。
- 1966年（昭和41年）- 第21回国民体育大会（「剛健国体」、夏季大会・秋季大会）開催。天皇杯を獲得した。
- 1971年（昭和46年）10月16日 - 新大分空港（現大分空港）開港。
- 1972年（昭和47年）4月19日 - 新日鐵大分製鐵所（現新日鐵住金大分製鐵所）第1号高炉火入れ。
- 1996年（平成8年） 3月28日 - 大分自動車道 玖珠IC - 湯布院ICが開通。大分市 - 福岡市間が高速道路で直結した。
- 2002年（平成14年）6月 - 大分スポーツ公園総合競技場（ビッグアイ）が2002 FIFAワールドカップの会場のひとつとなり、一次リーグ2試合及び決勝トーナメントスウェーデン対セネガル戦が開催された。
- 2008年（平成20年）- 第63回国民体育大会（「チャレンジ!おおいた国体」、本大会、2順目）開催。天皇杯、皇后杯を獲得した。
- 2015年（平成27年）3月21日 - 東九州自動車道の県内区間が全線開通。大分市 - 宮崎市間が高速道路で直結した。
- 2016年（平成28年）
  - 4月16日 - 未明に発生した熊本地震の本震（Mj7.3）により、県中部を震源とする誘発地震（Mj5.7）が発生、由布市と別府市で県内観測史上初となる震度6弱を観測した。大分自動車道 湯布院IC - 日出JCT間で土砂崩れが発生し、同年5月9日午後まで通行止めとなった。
  - 4月24日 - 東九州自動車道 大分市 - 北九州市間が直結。
- 2020年（令和2年）
  - 7月 - 『令和2年7月豪雨』により、大分市、由布市の一部で大分川が氾濫し久大本線の鉄橋が流出。湯平温泉花合野川の濁流により「砂湯」が流失。天ヶ瀬温泉玖珠川の氾濫により温泉街が浸水し、橋2本が流失するなど大きな被害を受けた。

## 人口
大分県の総人口は1,107,823人（2022年7月1日現在）で、47都道府県中石川県に次ぐ第33位である。また、沖縄県を除く九州7県では第5位に位置する。県庁所在地の大分市に総人口の42.7%が集中している。

大分県市町村人口増減率分布図（2005年度と2010年度国勢調査から算出）
増加
2.5 - 4.99 %
0.0 - 2.49 %
減少
0.0 - 2.5 %
2.5 - 5.0 %
5.0 - 7.5 %
7.5 - 10.0 %

| 増加 2.5 - 4.99 % 0.0 - 2.49 % | 減少 0.0 - 2.5 % 2.5 - 5.0 % 5.0 - 7.5 % 7.5 - 10.0 % |

| |                                        |  |
| 大分県と全国の年齢別人口分布（2005年） | 大分県の年齢・男女別人口分布（2005年） |  |
| ■紫色 ― 大分県 ■緑色 ― 日本全国 | ■青色 ― 男性 ■赤色 ― 女性              |  |
| 大分県（に相当する地域）の人口の推移 \| 1970年（昭和45年） \| 1,155,566人 \| \| \| 1975年（昭和50年） \| 1,190,314人 \| \| \| 1980年（昭和55年） \| 1,228,913人 \| \| \| 1985年（昭和60年） \| 1,250,214人 \| \| \| 1990年（平成2年） \| 1,236,942人 \| \| \| 1995年（平成7年） \| 1,231,306人 \| \| \| 2000年（平成12年） \| 1,221,140人 \| \| \| 2005年（平成17年） \| 1,209,571人 \| \| \| 2010年（平成22年） \| 1,196,529人 \| \| \| 2015年（平成27年） \| 1,166,338人 \| \| \| 2020年（令和2年） \| 1,123,852人 \| \| |                                        |  |
| 総務省統計局 国勢調査より |                                        |  |
| 1970年（昭和45年） | 1,155,566人                            |  |
| 1975年（昭和50年） | 1,190,314人                            |  |
| 1980年（昭和55年） | 1,228,913人                            |  |
| 1985年（昭和60年） | 1,250,214人                            |  |
| 1990年（平成2年） | 1,236,942人                            |  |
| 1995年（平成7年） | 1,231,306人                            |  |
| 2000年（平成12年） | 1,221,140人                            |  |
| 2005年（平成17年） | 1,209,571人                            |  |
| 2010年（平成22年） | 1,196,529人                            |  |
| 2015年（平成27年） | 1,166,338人                            |  |
| 2020年（令和2年） | 1,123,852人                            |  |

### 都市
市町村別人口（推計人口、2025年6月1日現在）
| 順位 | 市町村     | 人口（人） | 自治体種別 | 備考             |
| ---- | ---------- | ---------- | ---------- | ---------------- |
| 1    | 大分市     | 469,113    | 市         | 中核市           |
| 2    | 別府市     | 111,718    | 市         | 国際観光文化都市 |
| 3    | 中津市     | 80,385     | 市         |                  |
| 4    | 佐伯市     | 60,803     | 市         |                  |
| 5    | 日田市     | 58,175     | 市         |                  |
| 6    | 宇佐市     | 49,206     | 市         |                  |
| 7    | 臼杵市     | 32,843     | 市         |                  |
| 8    | 由布市     | 32,269     | 市         |                  |
| 9    | 豊後大野市 | 30,481     | 市         |                  |
| 10   | 日出町     | 27,048     | 町         |                  |
| 11   | 杵築市     | 25,556     | 市         |                  |
| 12   | 国東市     | 23,788     | 市         |                  |
| 13   | 豊後高田市 | 21,258     | 市         |                  |
| 14   | 竹田市     | 17,986     | 市         |                  |
| 15   | 津久見市   | 14,033     | 市         |                  |
| 16   | 玖珠町     | 12,911     | 町         |                  |
| 17   | 九重町     | 7,558      | 町         |                  |
| 18   | 姫島村     | 1,476      | 村         |                  |

## 政治

### 県政

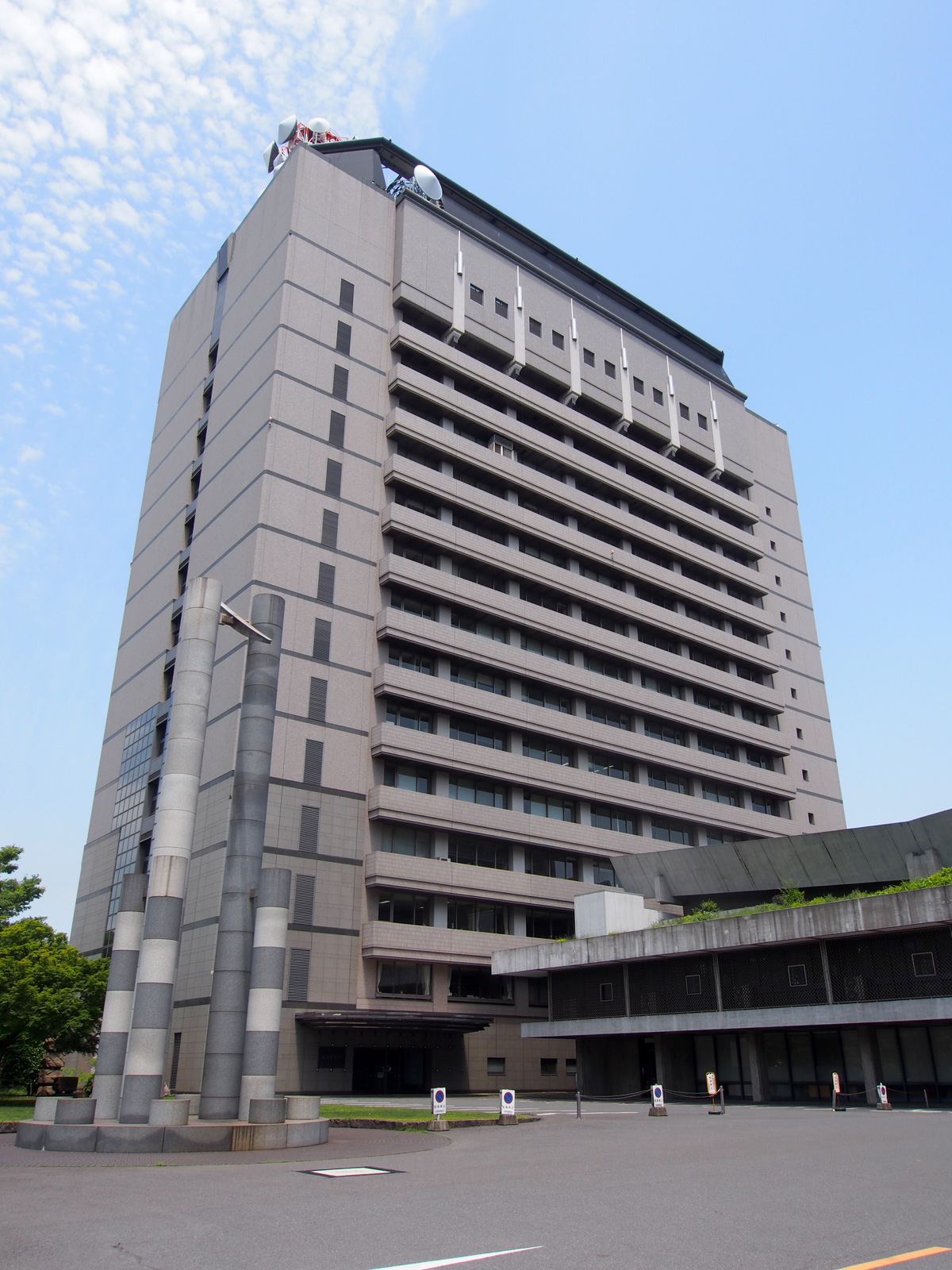
大分県庁舎新館

- 知事： 佐藤樹一郎（2023年4月28日～、1期目）

#### 歴代県知事（公選）
- 初代 細田徳寿（1947年4月12日～1955年4月27日、2期）
- 2代 木下郁（1955年4月28日～1971年4月27日、4期）
- 3代 立木勝（1971年4月28日～1979年4月27日、2期）
- 4代 平松守彦（1979年4月28日～2003年4月27日、6期）
- 5代 広瀬勝貞（2003年4月28日～2023年4月27日、5期）
- 6代 佐藤樹一郎　（2022年4月9日〜）

#### 特色のある施策
小児救急電話相談事業
小児救急の電話相談「小児救急電話相談事業」の夜間受付を翌朝8時半まで受け付けている。これは同事業を実施している31都道府県の内、大阪府と並んで最も遅い時間である（2006年（平成18年）7月11日現在）。

### 国政
衆議院の小選挙区は、第1区、第2区、第3区の3区。参議院の選挙区は、全県で1区の大分県選挙区（一人区）を構成。

## 経済・産業
2014年度の県内総生産は4兆1426億円である。これは世界の過半数の国の国内総生産 (GDP) よりも規模が大きい。県内総生産の内訳は、第一次産業 910億円（2.2%）、第二次産業 1兆1974億円（28.9%）、第三次産業 2兆8154億円（68.0%）。一人当たり県民所得は258.3万円である。

### 農林水産業
平松守彦が県知事時代に提唱した一村一品運動によって、各地で特産品を産み出す試みがなされている。
農産物では、干し椎茸及びかぼすが生産量日本一で特産として知られる。干し椎茸のうちでも特に、高級品として珍重される身が厚く表層に星型の亀裂が入る冬菇（どんこ）が名産。野菜の産出額は、白ねぎ（39.0億円）、こねぎ（31.0億円）、トマト（28.0億円）、いちご（26.0億円）、果樹の生産額はナシ（30.4億円）、ブドウ（22.8億円）、ハウスみかん（16.6億円）、かぼす（11.3億円）の順である（2014年度）。
水産業は中高級魚介類が中心で、そのため海面生産量が全国23位であるのに対して海面生産額が10位と高くなっている。豊後水道に面しているため、特に関あじ、関さば、城下かれい、大分ふぐはブランド魚として知られる。リアス式海岸を有する県南部では養殖も盛んであり、ブリ（15,668トン、全国2位）、カンパチ（3,488トン、全国3位）、クロマグロ（1,656トン、全国3位）、ヒラメ（660トン、全国2位）などが生産されている。
畜産では久住高原をはじめとする地域で酪農が行われており、時期によっては放牧されている様を高速道路からでも見ることができる。牛乳及びその加工品も流通している。ブランド牛として豊後牛がある。

### 工業
高度成長期に大分市が新産業都市の指定を受けて大分臨海工業地帯が形成された。また近年は、大分市や大分空港周辺に電子工業などの立地が進む一方、県北部では、隣接する福岡県東部とともに、自動車関連企業が集積している。このため、全国平均に比べ第二次産業の占める割合が高い。

### エネルギー
大分県の自然エネルギー自給率は、30.1%で全国の都道府県で最も高い。八丁原発電所をはじめ3か所の商用地熱発電所が立地するなど、地熱利用が進んでおり、地熱発電の発電量が全国一であることが主な要因である。

### 県内に拠点のある主要企業

#### 県内に本社を置く主要企業

##### 建設業
- 梅林建設（大分市） - 総合建設、売上高県内24位[36]

##### 製造業
- 江藤酸素（大分市） - 工業用酸素製造、売上高県内27位
- 大分キヤノン（国東市・大分市） - デジタルカメラ・ビデオ製造、売上高県内3位
- 大分キヤノンマテリアル（杵築市・大分市） - 事務用機器製造、売上高県内6位
- 川澄化学工業（臼杵市） - 医療機器製造、売上高県内20位
- 九州河西（宇佐市） - 自動車部品製造、売上高県内22位
- 九州乳業（大分市）
- 佐伯重工業（佐伯市） - 造船
- 三和酒類（宇佐市） - 酒類業、売上高県内9位
- マレリ九州（宇佐市） - 自動車部品製造、売上高県内4位
- ジェイデバイス（臼杵市） - LSIパッケージ組み立て、売上高県内5位
- ダイハツ九州（中津市） - 自動車製造、売上高県内2位
- TOTOサニテクノ（中津市） - 衛生陶器製造、売上高県内15位
- 二階堂酒造（日出町）
- 西日本電線（大分市） - 電練製造、売上高県内18位
- 日田天領水（日田市）
- 南日本造船（臼杵市） - 造船、売上高県内23位
- ヨロズ大分（中津市） - 自動車部品製造、売上高県内28位

##### 電気・ガス・熱供給・水道業
- 大分共同火力（大分市） - 電力供給、売上高県内12位
- 鶴崎共同動力（大分市） - 電力供給、売上高県内29位

##### 卸売業
- アステム（大分市） - 医薬品卸、売上高県内1位
- 九州エナジー（旧 大分九石販売） - 石油卸、売上高県内26位
- サン・ダイコー（大分市） - 特殊薬品卸、売上高県内16位
- 東九州石油（大分市） - 石油卸、売上高県内19位
- cotta（津久見市） - 食品卸

##### 小売業
- トキハ（大分市） - 百貨店、売上高県内10位
- トキハインダストリー（大分市） - スーパー、売上高県内14位
- ホームインプルーブメントひろせ（大分市） - ホームセンター、売上高県内11位
- マルショク（大分市） - スーパー、売上高県内8位
- マルミヤストア（佐伯市） - スーパー、売上高県内17位

##### 宿泊業・飲食店
- ジョイフル（大分市） - 持ち株会社、売上高県内13位

##### 金融業
- オーシー（大分市） - 総合信販、売上高県内7位
- 大分カード（大分市） - クレジットカード、売上高県内21位
- ジェイリース（大分市） - 家賃債務保証、東証一部上場

##### 運輸業
- 臼杵運送（臼杵市） - 陸上運送、売上高県内30位

##### その他
- FIG（大分市） - モバイルクリエイトなどを傘下に置く持株会社、東証一部上場

#### 県内に拠点事業所のある主要企業
- レゾナック・ホールディングス - 大分コンビナート（大分市）
- 日本製鉄 - 九州製鉄所大分地区（大分市）
- ENEOS（旧九州石油→新日本石油精製） - 大分製油所（大分市）
- ジャパンセミコンダクター - 大分事業所（旧東芝大分工場、大分市）
- 住友化学 - 大分工場（大分市）
- ソニーセミコンダクタマニュファクチャリング - 大分テクノロジーセンター（大分市）
- パンパシフィック・カッパー（旧日鉱製錬） - 佐賀関製錬所（大分市）
- キヤノン - 大分事業所（大分市）
- TOTO - 中津第二工場（中津市）、大分工場（大分市）
- ルネサス セミコンダクタ パッケージ&テスト ソリューションズ - 大分工場（中津市）
- サッポロビール - 九州日田工場（日田市）
- TDK - 三隈川工場（日田市）
- 太平洋セメント - 大分工場（津久見市）
- セイコーエプソン - 大分ソフトセンター（別府市）
- 三井E&Sマシナリー(旧三井造船)（大分事業所） - ガントリークレーン、建設用金属製品、一般機械器具

## 生活・交通

### 警察
- 大分県警察

### 交通

#### 航空
- 大分空港（第2種空港） - 大分市からは別府湾を挟んで国東半島の東端に位置するため、大分ホーバーフェリーによる全国で唯一のホバークラフト定期航路が開設されていた。
- 大分県央飛行場（その他）

#### 鉄道路線
国東市、豊後高田市、姫島村を除く全自治体に鉄道が通っており、JR線4路線がある。私鉄や第三セクター鉄道は存在しないが、別府市に株式会社ラクテンチが運営するケーブルカー・別府ラクテンチケーブル線がある。また、九州地方で新幹線が通らない県は当県と宮崎県だけである。県内の普通列車の本数は別大都市圏を除いて毎時1本以下となっている。
- 九州旅客鉄道（JR九州）
  - 日豊本線、久大本線、豊肥本線、日田彦山線
- ラクテンチ
  - 別府ラクテンチケーブル線

過去の鉄道路線（廃線）
- 日本国有鉄道（国鉄）
  - 宮原線（1984年（昭和59年）廃止）
  - 日豊本線大分港臨港線（1984年（昭和59年）廃止）
- 大分交通
  - 大分交通耶馬渓線（1975年（昭和50年）廃止）
  - 大分交通別大線（1972年（昭和47年）廃止）
  - 大分交通別大線別府駅前支線（1956年（昭和31年）廃止）
  - 大分交通国東線（1966年（昭和41年）廃止）
  - 大分交通宇佐参宮線（1965年（昭和40年）廃止）
  - 大分交通豊州線（1953年（昭和28年）廃止）
- 日本鉱業
  - 日本鉱業佐賀関鉄道（1963年（昭和38年）廃止）
- 筑後軌道（1929年（昭和4年）廃止）

#### バス事業者
大分市を中心として別府市・中津市など県北部は大分交通（連結子会社含む）・亀の井バス、佐伯市・竹田市など県南部は大分バス（連結子会社含む）、日田市など県西部は日田バスが路線網を持っている。これらの会社は西日本鉄道と資本的関係がある。また、県外の事業者では、熊本県の九州産交バス（九州横断バスなど）、福岡県の西鉄バス（日田市周辺。以前は中津市にも）が路線を有している。
- 大分県内の乗合バス事業者一覧
- 大分県内の貸切バス事業者一覧

#### 道路
高規格幹線道路
大分自動車道、東九州自動車道（宇佐別府道路）
地域高規格道路
中津日田道路、大分空港道路（日出バイパス）、大分中央幹線道路、中九州横断道路
国道
国道10号、国道57号、国道197号、国道210号、国道211号、国道212号、国道213号、国道217号、国道326号、国道386号、国道387号、国道388号、国道442号、国道496号、国道500号、国道502号
県道
大分県の県道一覧を参照

#### 海上
県の北側から東側にかけては海に面しており、多くの港が設置されている。また、豊後水道を横断し九州と四国を結ぶ航路や、瀬戸内海を通り九州と本州を結ぶ航路が発着している。有人離島も県内には点在しており、定期船が行き来している。
- 重要港湾
  - 中津港
  - 別府港
  - 大分港
  - 津久見港
  - 佐伯港
- 定期旅客航路
  - 周防灘フェリー（竹田津港 - 徳山港）
  - フェリーさんふらわあ（別府港 - 大阪港、大分港 - 神戸港）
  - 宇和島運輸（別府港 - 八幡浜港、臼杵港 - 八幡浜港）
  - 国道九四フェリー（佐賀関港 - 三崎港）
  - 九四オレンジフェリー（臼杵港 - 八幡浜港）
  - 宿毛フェリー（佐伯港 - 宿毛港）※運航休止
  - 大入島観光フェリー（佐伯港葛地区（葛港） -大入島石間港）
  - 佐伯市大島航路（佐伯港葛地区（葛港） - 大島地下港 - 大島田の浦港）
  - 蒲江交通（蒲江港 - 屋形島漁港 - 深島漁港）
  - 大分第一ホーバードライブ（大分港 - 大分空港）

### 医療・福祉

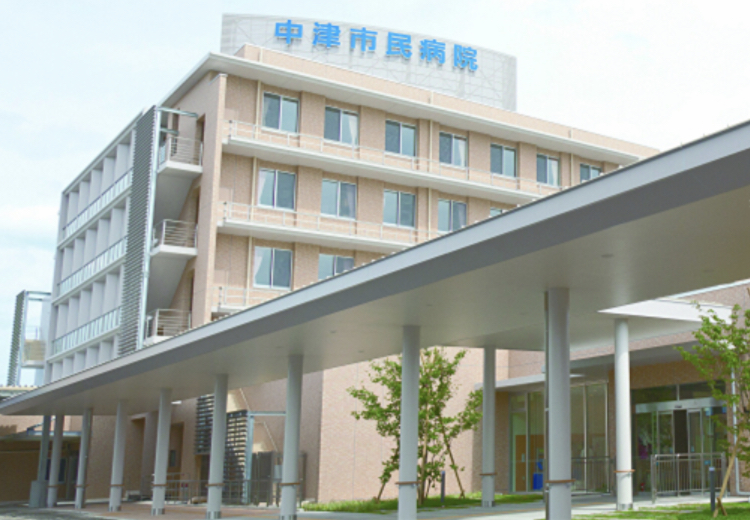
中津市立中津市民病院　地域救命救急センター

東部、中部、南部、豊肥、西部、北部の5つの二次医療圏が設定されている。
大分県内において三次救急医療を担う救命救急センターとしては、以下の5つがある。
- 大分市医師会立アルメイダ病院（大分市）
- 大分県立病院（大分市）
- 大分大学医学部附属病院（由布市）
- 国家公務員共済組合連合会新別府病院（別府市）
- 中津市立中津市民病院（中津市）

なお、南部医療圏と豊肥医療圏では、これらの機関への自動車での移動が時間を要するため、医療体制や交通網の整備が課題となっている。

### 教育
| 大学 国立 - 大分大学 - 九州大学 別府キャンパス 公立 - 大分県立看護科学大学 私立 - 別府大学 - 日本文理大学 (NBU) - 立命館アジア太平洋大学 (APU) 通信制大学 - 放送大学 大分学習センター 短期大学 公立 - 大分県立芸術文化短期大学 私立 - 大分短期大学 - 東九州短期大学 - 別府溝部学園短期大学 - 別府大学短期大学部 | 高等専門学校 - 大分工業高等専門学校 農業大学校 - 大分県立農業大学校 専修学校 - 大分県専修学校一覧 特別支援学校 - 大分県特別支援学校一覧 高等学校 - 大分県高等学校一覧 中学校 - 大分県中学校一覧 小学校 - 大分県小学校一覧 幼稚園 - 大分県幼稚園一覧 |

学校教育以外の施設
- 大分県立工科短期大学校（中津市）（職業能力開発促進法に基づく職業能力開発短期大学校）
- 大分県立大分高等技術専門校（大分市）（職業能力開発促進法に基づく職業能力開発校）
- 大分県立佐伯高等技術専門校（佐伯市）（職業能力開発促進法に基づく職業能力開発校）
- 大分県立日田高等技術専門校（日田市）（職業能力開発促進法に基づく職業能力開発校）
- 大分県竹工芸・訓練支援センター（別府市）（職業能力開発促進法に基づく職業能力開発校）
- 大分県マリンカルチャーセンター
- 大分県立九重青少年の家
- 大分県立香々地青少年の家
- 京都大学大学院理学研究科附属地球熱学研究施設

## マスメディア
新聞
- 大分合同新聞社
- 読売新聞大分支局
- 朝日新聞大分総局
- 毎日新聞大分支局
- 日本経済新聞大分支局
- 西日本新聞大分総局
- 今日新聞（別府市）

ラジオ局
NHK-FMの親局送信所は別府市の十文字原であるが、FM大分の親局およびOBSラジオのFM補完放送のメイン中継局は、大分市街地を挟んだ大分市の横江山に設置されている。
- AM放送局
  - NHK大分放送局
  - 大分放送（OBSラジオ）（JRN・NRN系列）

- FM放送局
  - エフエム大分 (Air-Radio・FM88)（JFN系列）
  - NHK大分放送局

- コミュニティFM局
  - NOAS FM（FMなかつ）
  - ゆふいんラヂオ局（ゆふいんエフエム）
  - さいき市民放送（FMさいき）

テレビ局
デジタルテレビの親局送信所は、NHK-FMと同じ十文字原に設置されている。
- NHK大分放送局
- 大分放送 (OBS)（JNN系列）
- テレビ大分 (TOS)（NNN・FNN系列（クロスネット局））
  - 通常時終夜放送実施局

- 大分朝日放送(OAB)（ANN系列）

大分県は、民放テレビ局3社のうちOBSとOABに出資している。OABは中継局が整備されていない地域があるが、その中にはケーブルテレビで再放送が行われている地域もある。
ケーブルテレビ局

## 文化・スポーツ

### 方言
県の大半の地域では豊日方言に属する大分弁が話される。大分弁は東北海岸方言、南部海岸方言、西部方言、北部方言、南部方言の5つに区分され、北部方言のうち旧中津市近辺の方言は中津弁、西部方言のうち日田市近辺の方言は日田弁と呼ばれる。中津弁は福岡県豊前方言である北九州弁との境界が曖昧であり、日田弁を含む西部方言は肥筑方言の影響が大きい。

### 食文化
郷土料理

### 伝統工芸
経済産業大臣指定伝統的工芸品
別府竹細工（竹工品、1979年）
伝統工芸品

### スポーツ
野球
- 大分B-リングス（九州アジアリーグ）

サッカー
- 大分トリニータ - （Jリーグ）
- ヴェルスパ大分 - （JFL）
- ジェイリースFC - （九州サッカーリーグ）

ラグビー
- 横浜キヤノンイーグルス - （リーグワン）※セカンドホストエリア扱い

バスケットボール
- デビルズ大分 - （大分県社会人連盟）

フットサル
- バサジィ大分 - （Fリーグ）

自転車ロードレース
- スパークルおおいたレーシングチーム - （JCL）

プロレス
- プロレスリングFTO

過去に大分県で活動していたスポーツクラブ
- 愛媛オレンジバイキングス（バスケットボール）
  - 2005-06～2015-16シーズンにかけて「大分ヒートデビルズ→大分・愛媛ヒートデビルズ（2015-16シーズンのみ。愛媛県とのダブルフランチャイズ制）」として大分県に拠点を置き、bjリーグに参加していた。
- 大分三好ヴァイセアドラー（バレーボール）
  - V・プレミアリーグ及びV.LEAGUEに参戦していたが、2024年5月20日付けで休部となった。

#### 定期開催されるスポーツイベント
- 別府大分毎日マラソン（大分市、別府市）
- 大分国際車いすマラソン（大分市）
- ツール・ド・国東（杵築市、国東市、豊後高田市）
- ツール・ド・佐伯（佐伯市）

#### 過去に開催されたスポーツイベント
- 第21回国民体育大会（剛健国体、1966年）
- キリンカップサッカー（2001年）
- 2002 FIFAワールドカップ（2002年）
- キリンチャレンジカップ（2003年、2006年、2007年、2010年、2015年、2018年）
- Jリーグオールスターサッカー（2005年）
- 全日本実業団対抗陸上競技選手権大会（2006年）
- 第63回国民体育大会（チャレンジ!おおいた国体、2008年）
- 第8回全国障害者スポーツ大会（チャレンジ!おおいた大会、2008年）
- 平成25年度全国高等学校総合体育大会（北部九州総体、2013年）
- ラグビーワールドカップ2019（2019年）

#### その他
- 日本の車いすバスケットボール発祥の地
- 日本の車いすマラソン発祥の地

### 公営競技
- 別府競輪場
- サテライト宇佐（競輪場外車券売り場）
- ドリームなかつ（地方競馬場外馬券売り場）

## 観光

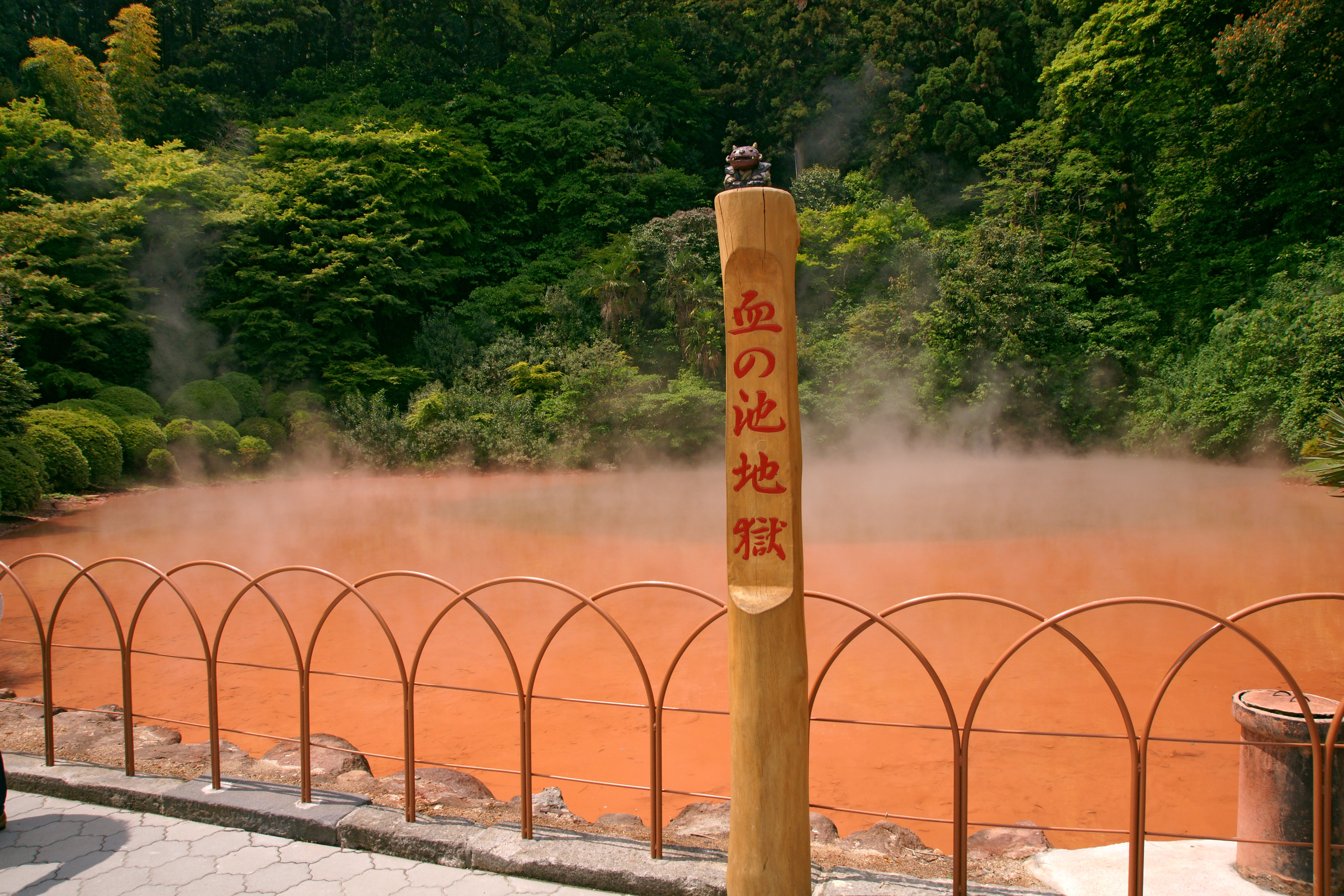
名勝 別府の地獄 血の池地獄

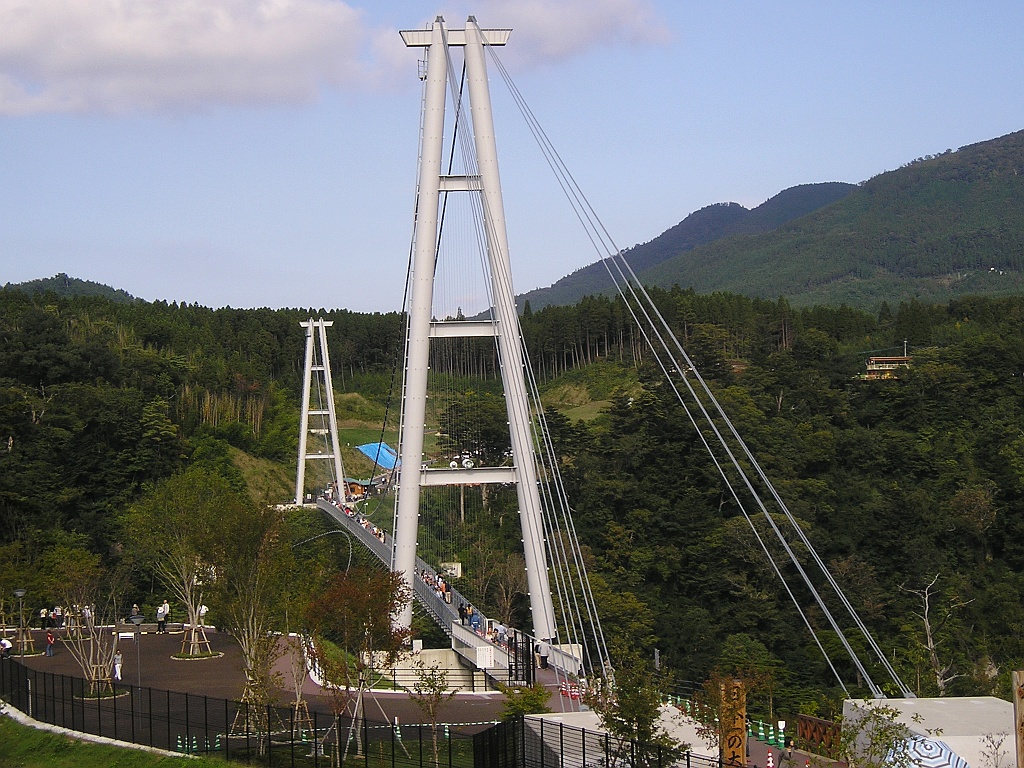
九重"夢"大吊橋（日本一長い人道吊橋）

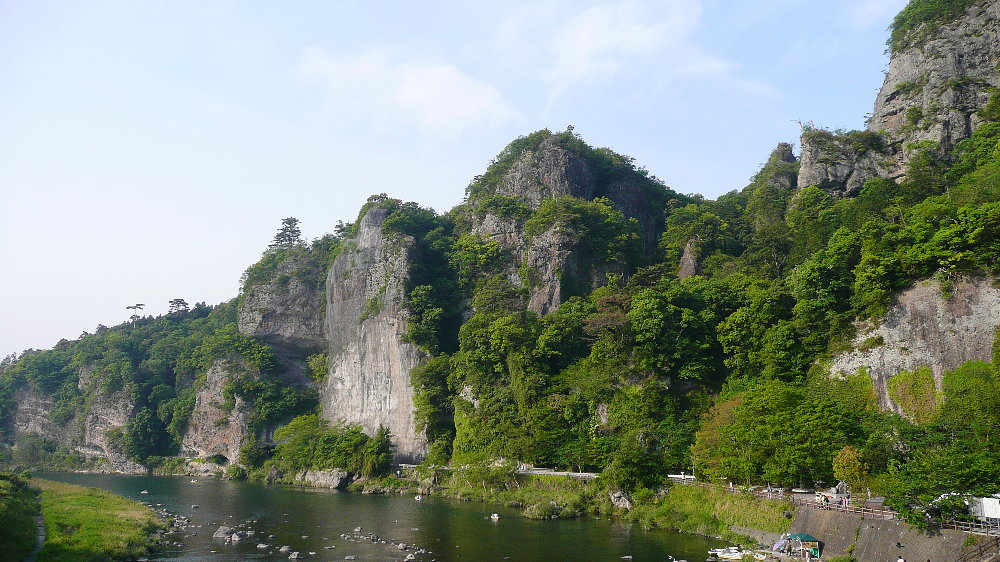
名勝 耶馬溪

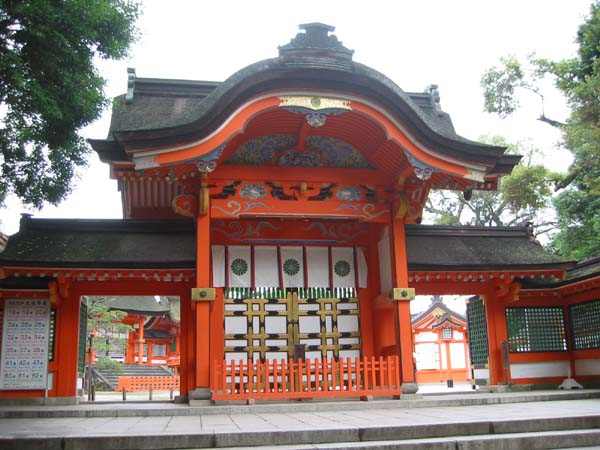
国宝 宇佐神宮

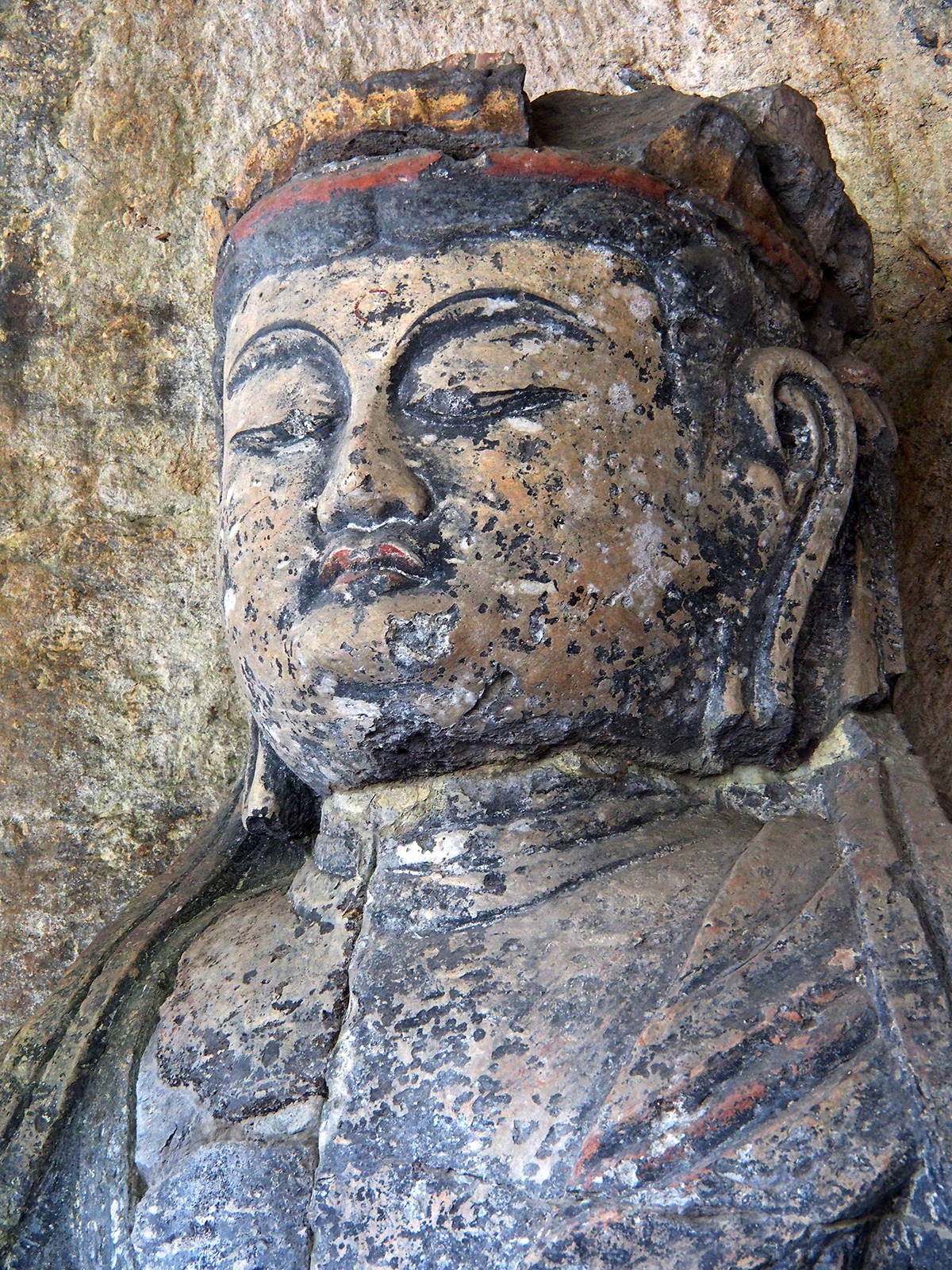
国宝・特別史跡 臼杵磨崖仏

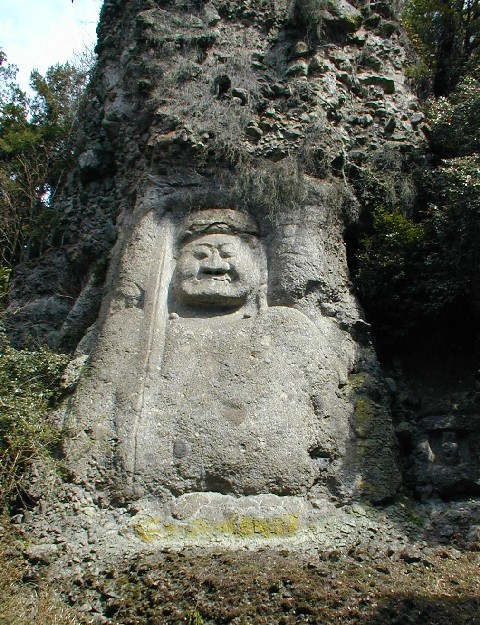
重要文化財 熊野磨崖仏

### 名所・旧跡
- 稲積水中鍾乳洞（豊後大野市）
- 臼杵城（臼杵市）- 続日本100名城
- うみたま体験パーク「つくみイルカ島」（津久見市）
- 大分マリーンパレス水族館（うみたまご）（大分市）
- 大入島（佐伯市） - 日豊海岸国定公園、九州オルレさいき大入島コース、ツールド佐伯Ｄコース
- 岡城（竹田市） - 国の史跡、日本100名城
- 小半鍾乳洞（佐伯市）- 国の天然記念物
- 咸宜園（日田市） - 国の史跡
- 北川ダム湖（佐伯市）- ダム湖百選
- 九州自然動物公園アフリカンサファリ（宇佐市）
- 九重山（九重連山、久住山）（玖珠郡九重町、竹田市） - 日本百名山
- 九重"夢"大吊橋（玖珠郡九重町） - 日本一高い歩行者専用橋
- 黒島海水浴場（臼杵市） - 快水浴場百選
- 佐伯城（佐伯市）- 続日本100名城、国指定史跡文化財
- 釈迦岳（日田市）
- 震動の滝（九重町） - 日本の滝百選
- 瀬会海水浴場（佐伯市） - 快水浴場百選、日本の水浴場88選（日豊海岸国定公園）
- 鯛生金山（日田市）
- 高崎山自然動物園（大分市） - 瀬戸内海国立公園
- 角牟礼城（玖珠町）- 続日本100名城
- 中津城（中津市）- 続日本100名城
- 奈多・狩宿海水浴場（杵築市） - 快水浴場百選、日本の水浴場88選
- 西椎屋の滝（玖珠町） - 日本の滝百選
- 波当津海岸（佐伯市）- 日本の白砂青松100選（日豊海岸国定公園）
- 原尻の滝（豊後大野市） - 日本の滝百選
- 飯田高原（九重町）
- 東椎屋の滝（宇佐市） - 日本の滝百選
- 風連鍾乳洞（臼杵市） - 国の天然記念物
- 府内城（大分市） - 日本100名城
- 豊後二見ヶ浦（佐伯市）- しめ縄長さ日本一（1994年ギネスブック掲載）
- 福澤諭吉旧居（中津市） - 国の史跡
- 別府地獄めぐり（別府市） - 国の名勝（別府の地獄）
- 豆田町 （日田市） - 重要伝統的建造物群保存地区
- 水ノ子島灯台（佐伯市）- 日本の灯台50選（日豊海岸国定公園）
- 明正井路一号幹線一号橋（豊後大野市） - 土木学会選奨土木遺産、日本一長い水路橋（石積アーチ橋）
- 耶馬渓（中津市） - 国の名勝、日本新三景
  - 青の洞門（中津市）
- 由布岳（由布市）

#### 神社仏閣・仏像
- 宇佐神宮（宇佐市） - 国宝（本殿）
- 臼杵磨崖仏（臼杵市） - 国宝、国の特別史跡
- 扇森稲荷神社（竹田市）
- 熊野磨崖仏（豊後高田市） - 国の重要文化財
- 菅尾磨崖仏（豊後大野市） - 国の重要文化財
- 高塚愛宕地蔵尊（日田市）
- 富貴寺（豊後高田市） - 国宝（富貴寺大堂）
- 豊前善光寺（宇佐市） - 国の重要文化財（本堂）
- 両子寺（国東市）
- 真木大堂（豊後高田市） - 国の重要文化財の仏像9体を収蔵
- 羅漢寺（中津市）
- 八幡竈門神社 (別府市）
- 豊後国分寺（大分市）
- 大分縣護國神社（大分市）
- 西寒田神社（大分市）- 藤の名所

#### 温泉
- 天ヶ瀬温泉（日田市）
- 筋湯温泉（九重町）
- 長湯温泉（竹田市）
- 別府温泉（別府市） - 源泉数全国1位、湧出量全国1位
- 湯平温泉（由布市）
- 由布院温泉（由布市） - 源泉数全国2位、湧出量全国3位
- 大分県の温泉

### 祭事
- うめ秋大祭（佐伯市）
- 五丁の市（佐伯市）
- 中津祇園祭（中津市）
- 日田祇園祭（日田市）
- ホーランエンヤ（豊後高田市）
- 大分県の盆踊り